# Sperone Speroni

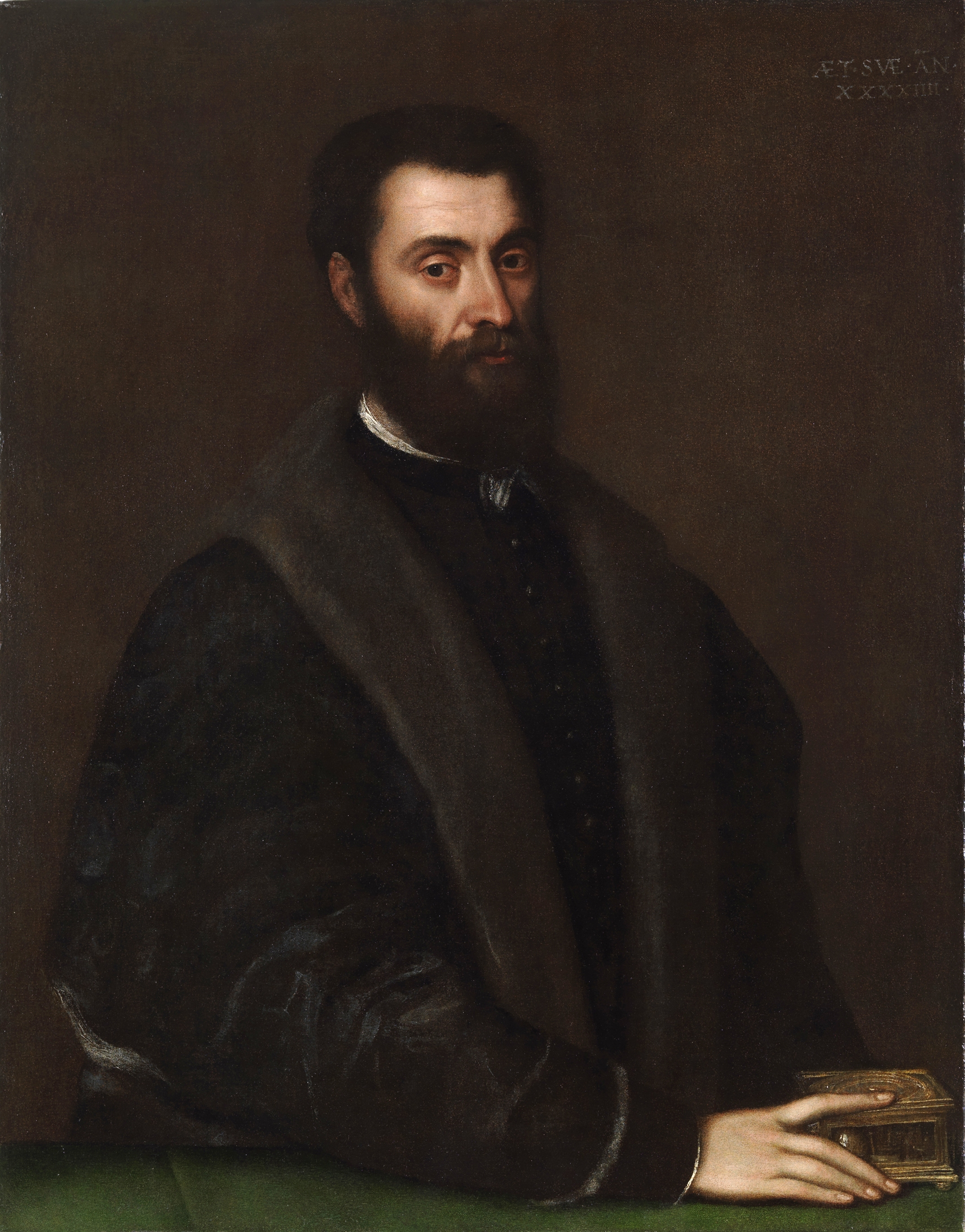
Ritratto di Sperone Speroni (1544), realizado por Tiziano; se encuentra en el Museo Cívico Luigi Baldin, en Treviso (Italia).

Sperone Speroni degli Alvarotti (1500-1588) fue un humanista, estudioso y dramaturgo italiano del Renacimiento. Fue uno de los miembros centrales de la escuela literaria de Padua Accademia degli Infiammati (academia de los inflamados) y escribió sobre asuntos morales y literarios.

## Biografía
Sperone era hijo de Bernardino Speroni degli Alvarotti y Lucia Contarini. En 1518 obtuvo el grado artibus de la Universidad de Padua y se unió la hermandad (Sacro Collegio) de artistas y médicos. Disertó sobre filosofía en Padua, bajo la Cátedra de Lógica. Interrumpió sus estudios para estudiar en Bologna en virtud de Pietro Pomponazzi pero, después de la muerte de Pietro, regresó a Padua donde obtuvo una Cátedra Extraordinaria en Filosofía, un puesto que mantuvo por otros tres años.
Su carrera literaria empezó con la publicación del Dialoghi ("Diálogos") en Venecia (1542). Muy famosa e influyente fue la polémica que obtuvo con Giovan Battista Giraldi sobre los principios de teatro, implicando la tragedia de Giraldi Orbecche, así como la tragedia de Speroni Canace. Entre 1560 y 1564 vivió en Roma, donde se volvió un amigo cercano de Annibal Caro y frecuentaba las reuniones de la Accademia delle Notti Vaticane. Una vez de vuelta en Padua, continuó su producción literaria.
Murió en Padua en 1588.

## Trabajos
Los trabajos de Speroni incluyen:

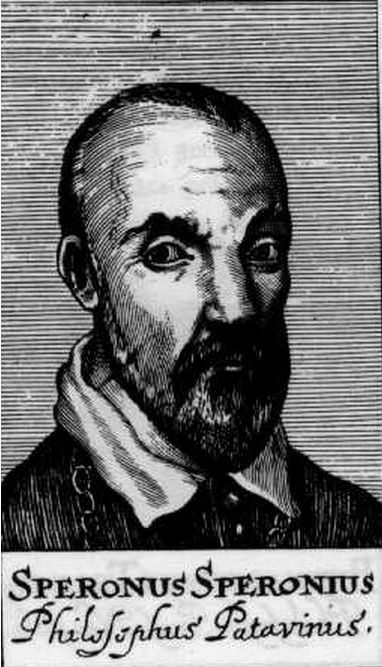
Speronus Speronius, Philosophus Patavinus (Sperone Speroni, filósofo paduano).

- Dialogo della retorica (1542), sobre retórica;
- Dialogo delle dignità delle donne (1542), sobre el estatus de las mujeres;
- Dialogo d'amore (Escrito en 1537 y publicado en 1542), sobre la naturaleza de amor.
- Dialogo delle lingue, una defensa de las lenguas vernáculas en vez del latín.
- Canace (1546), una tragedia en verso; seguida por una Apología (1550).
- Discorso su Dante, sobre el poeta Dante.
- Discorso su l'Eneide, acerca de Virgilio' Aeneid.
- Discorso sul Orlando Furioso, sobre el poema de Ariosto  llamado Orlando Furioso.
- Dialogo della istoria, acerca de la historia.

## Influencia
Su obra Canace, basada en una leyenda griega acerca de amor incestuoso, fue sólo actuada una vez; pero fue ampliamente difundida, y (junto con la obra de Giraldi Orbecche) llevaron a debates literarios sobre tragedia y moralidad teatral a lo largo de todo el siglo siguiente.
Speroni era amigo y seguidor del dramaturgo de Idioma véneto Angelo Beolco «Il Ruzante».  Su Dialogo delle lingue fue una inspiración para Défense et ilustración de la langue française, de Joachim du Bellay.